# Izbočina (teritorij)
Izbočina predstavlja izrazito istaknut, neravni dio teritorija jedne države u teritoriju druge države, poput polukruga ili poluotoka. Točna vrijednost između blagog zakrivljenja i prave izbočine provizorna je. Izbočinom možemo smatrati kad je vrijednost kuta koji tvori u odnosu na okolni relativno ravni dio jest u rasponu od šiljastog kuta do nešto veće od pravog kuta, u području tupog kuta, do trećine ili polovine puta ka ispruženom kutu, odnosno od 0° do između 120° i 135°. 
Ovisno o obliku na koji fizički podsjeća naziva ju se klin, džep, crvuljak, slijepo crijevo, rep, pojas. Za specifične oblike u američkom engleskom postoji naziv "drška tave" (eng. panhandle), "dimnjak" (chimney) ako je prema sjeveru i "potpetica čizme" (bootheel) ako je prema jugu.